# 문라이트 마일
《문라이트 마일》(영어: Moonlight Mile)은 2002년 로맨틱 드라마 영화이다. 브래드 실벌링이 감독, 각본, 공동 제작을 맡았다. 영화 제목은 롤링 스톤스의 동명 노래에서 따왔다. 실벌링이 1989년 여자친구 리베카 셰이퍼가 스토커에게 살해된 뒤에도 셰이퍼의 부모님과 계속 연을 맺어온 본인 경험담에 기초하였다.
영화는 1972년을 배경으로 하고 있으며, 롤링 스톤스를 포함하여 밴 모리슨, 밥 딜런, 엘턴 존 등 그 시대 음악 특징을 잘 살려 당시 분위기를 전달한다.

## 줄거리
영화는 다이애나의 장례식으로 시작한다. 조의 약혼녀였던 다이애나는 결혼식을 며칠 앞두고 조와 헤어졌다. 이 때문에 매사추세츠주 케이프앤 동네 바에 들른 다이애나는 괴한의 총에 맞아 살해당했고, 이후 조는 죄책감에 시달리고 있다.
결혼식 대신 장례식을 치른 조는 그 후에도 다이애나의 집에 머물며 그녀의 부모님을 돕는다. 마을 사람들에게 다이애나의 약혼자로 소개되며, 벤과 조조 부부의 아들 노릇을 충실히 수행하며 다이애나의 빈자리를 채운다.
그러나 조는 청첩장을 회수하려고 찾은 마을 우체국에서 버티란 아가씨를 만난 후로 자꾸만 그녀에게 끌리는 자신을 발견하고는 깜짝 놀란다. 버티 역시 남자친구가 베트남 전쟁에서 실종되어 같은 아픔을 공유하고 있다. 조는 그녀에게 동질감을 느끼며 자신의 심정을 털어놓는다.

## 출연
- 더스틴 호프먼 - 벤 플로스 역. 신부 아버지.
- 수전 서랜던 - 조조 플로스 역. 신부 어머니.
- 제이크 질런홀 - 조 내스트 역. 주인공.
- 홀리 헌터 - 모나 캠프 역. 살인 사건 변호사.
- 엘런 폼페이오 - 버티 녹스 역. 새로운 관계.
- 대브니 콜먼 - 마이크 멀케이히 역
- 록샌 하트 - 준 멀케이히 역
- 리처드 T. 존스 - 타이 역